# 1986-os labdarúgó-világbajnokság (D csoport)
Az 1986-os labdarúgó-világbajnokság D csoportjának mérkőzéseit június 1. és június 12. között játszották. A csoportban Brazília, Spanyolország, Észak-Írország és Algéria szerepelt.
A csoportból Brazília és Spanyolország jutott tovább az első két helyen. A harmadik és negyedik helyezett Észak-Írország, valamint Algéria kiesett. A mérkőzéseken 13 gól esett.

## Tabella
| Hely. | Csapat         | M | Gy | D | V | G+ | G– | Gk | P | Továbbjutás                                |
| ----- | -------------- | - | -- | - | - | -- | -- | -- | - | ------------------------------------------ |
| 1.    | Brazília       | 3 | 3  | 0 | 0 | 5  | 0  | +5 | 6 | Továbbjutott az egyenes kieséses szakaszba |
| 2.    | Spanyolország  | 3 | 2  | 0 | 1 | 5  | 2  | +3 | 4 | Továbbjutott az egyenes kieséses szakaszba |
| 3.    | Észak-Írország | 3 | 0  | 1 | 2 | 2  | 6  | −4 | 1 |                                            |
| 4.    | Algéria        | 3 | 0  | 1 | 2 | 1  | 5  | −4 | 1 |                                            |

## Mérkőzések

### Spanyolország – Brazília
| 1986. június 1. 12:00 (20:00) |

| Spanyolország | 0–1               | Brazília     |
| ------------- | ----------------- | ------------ |
|               | (0–0) Jegyzőkönyv | Sócrates 62' |

| Estadio Jalisco, Guadalajara Nézőszám: 35 748 Játékvezető: Christopher Bambridge (ausztrál) |

| KA                   | 1  | Andoni Zubizarreta         |    |     |
| V                    | 2  | Tomás                      |    |     |
| V                    | 3  | José Antonio Camacho (csk) |    |     |
| V                    | 4  | Antonio Maceda             |    |     |
| V                    | 5  | Víctor                     |    |     |
| V                    | 8  | Andoni Goikoetxea          |    |     |
| KP                   | 11 | Julio Alberto              | 4' |     |
| KP                   | 17 | Francisco                  |    | 82' |
| KP                   | 21 | Míchel                     |    |     |
| CS                   | 19 | Julio Salinas              |    |     |
| CS                   | 9  | Emilio Butragueño          |    |     |
| Cserék:              |    |                            |    |     |
| KP                   | 7  | Juan Antonio Señor         |    | 82' |
| Szövetségi kapitány: |    |                            |    |     |
| Miguel Muñoz         |    |                            |    |     |

| KA                   | 1  | Carlos      |     |     |
| V                    | 2  | Édson       |     |     |
| V                    | 4  | Edino (csk) |     |     |
| V                    | 6  | Júnior      |     | 79' |
| V                    | 14 | Júlio César |     |     |
| V                    | 17 | Branco      | 82' |     |
| KP                   | 19 | Elzo        |     |     |
| KP                   | 15 | Alemão      |     |     |
| KP                   | 18 | Sócrates    |     |     |
| CS                   | 8  | Casagrande  |     | 66' |
| CS                   | 9  | Careca      |     |     |
| Cserék:              |    |             |     |     |
| CS                   | 7  | Müller      |     | 66' |
| KP                   | 5  | Falcão      |     | 79' |
| Szövetségi kapitány: |    |             |     |     |
| Telê Santana         |    |             |     |     |

| Partjelzők: David Socha (amerikai) Jan Keizer (holland) |

### Algéria – Észak-Írország
| 1986. június 3. 12:00 (20:00) |

| Algéria   | 1–1               | Észak-Írország |
| --------- | ----------------- | -------------- |
| Zídán 59' | (0–1) Jegyzőkönyv | Whiteside 6'   |

| Estadio Tres de Marzo, Zapopan Nézőszám: 22 000 Játékvezető: Valerij Butyenko (szovjet) |

| KA                   | 21 | Larbí el-Hádí        |     |     |
| V                    | 2  | Mahmúd Kendúz (csk)  |     |     |
| V                    | 4  | Nourredine Kourichi  |     |     |
| V                    | 5  | Abdelláh Lizsjún     |     |     |
| V                    | 16 | Fúzí Manszúri        | 36' |     |
| KP                   | 6  | Mohammed Kászí Szaíd |     |     |
| KP                   | 8  | Kárím Márúk          |     |     |
| KP                   | 18 | Halím Benmabrúk      |     |     |
| KP                   | 14 | Dzsamál Zídán        |     | 71' |
| CS                   | 7  | Szaláh Asszád        |     |     |
| CS                   | 11 | Rabáh Mádzser        |     | 33' |
| Cserék:              |    |                      |     |     |
| CS                   | 13 | Rachid Harkouk       |     | 33' |
| KP                   | 10 | Lahdar Bellúmi       |     | 71' |
| Szövetségi kapitány: |    |                      |     |     |
| Rábah Szadán         |    |                      |     |     |

| KA                   | 1  | Pat Jennings        |     |     |
| V                    | 2  | Jimmy Nicholl       |     |     |
| V                    | 3  | Mal Donaghy         |     |     |
| V                    | 4  | O’Neill             |     |     |
| V                    | 5  | Alan McDonald       |     |     |
| KP                   | 15 | Nigel Worthington   | 58' |     |
| KP                   | 6  | David McCreery      |     |     |
| KP                   | 7  | Steve Penney        |     | 67' |
| KP                   | 8  | Sammy McIlroy (csk) | 78' |     |
| KP                   | 10 | Norman Whiteside    | 79' | 81' |
| CS                   | 19 | Billy Hamilton      |     |     |
| Cserék:              |    |                     |     |     |
| CS                   | 11 | Ian Stewart         |     | 67' |
| CS                   | 17 | Colin Clarke        |     | 81' |
| Szövetségi kapitány: |    |                     |     |     |
| Billy Bingham        |    |                     |     |     |

| Partjelzők: André Daina (svájci) Zoran Petrović (jugoszláv) |

### Brazília – Algéria
| 1986. június 6. 12:00 (20:00) |

| Brazília   | 1–0               | Algéria |
| ---------- | ----------------- | ------- |
| Careca 66' | (0–0) Jegyzőkönyv |         |

| Estadio Jalisco, Guadalajara Nézőszám: 48 000 Játékvezető: Rómulo Méndez (guatemalai) |

| KA                   | 1  | Carlos      |  |     |
| V                    | 2  | Édson       |  | 10' |
| V                    | 4  | Edino (csk) |  |     |
| V                    | 6  | Júnior      |  |     |
| V                    | 14 | Júlio César |  |     |
| V                    | 17 | Branco      |  |     |
| KP                   | 19 | Elzo        |  |     |
| KP                   | 15 | Alemão      |  |     |
| KP                   | 18 | Sócrates    |  |     |
| CS                   | 8  | Casagrande  |  | 59' |
| CS                   | 9  | Careca      |  |     |
| Cserék:              |    |             |  |     |
| KP                   | 5  | Falcão      |  | 10' |
| CS                   | 7  | Müller      |  | 59' |
| Szövetségi kapitány: |    |             |  |     |
| Telê Santana         |    |             |  |     |

| KA                   | 1  | Nasszer Edín Dríd    |  |     |
| V                    | 2  | Mahmúd Kendúz (csk)  |  |     |
| V                    | 20 | Fodíl Megárjah       |  |     |
| V                    | 5  | Abdelláh Lizsjún     |  |     |
| V                    | 16 | Fúzí Manszúri        |  |     |
| KP                   | 6  | Mohammed Kászí Szaíd |  |     |
| KP                   | 18 | Halím Benmabrúk      |  |     |
| KP                   | 10 | Lahdar Bellúmi       |  | 80' |
| CS                   | 7  | Szaláh Asszád        |  | 68' |
| CS                   | 9  | Dzsamál Menád        |  |     |
| CS                   | 11 | Rabáh Mádzser        |  |     |
| Cserék:              |    |                      |  |     |
| CS                   | 12 | Tedzs Benszúla       |  | 68' |
| KP                   | 14 | Dzsamál Zídán        |  | 80' |
| Szövetségi kapitány: |    |                      |  |     |
| Rábah Szadán         |    |                      |  |     |

| Partjelzők: Martínez Bazan (uruguayi) Joël Quiniou (francia) |

### Észak-Írország – Spanyolország
| 1986. június 7. 12:00 (20:00) |

| Észak-Írország | 1–2               | Spanyolország             |
| -------------- | ----------------- | ------------------------- |
| Clarke 46'     | (0–2) Jegyzőkönyv | Butragueño 1' Salinas 18' |

| Estadio Tres de Marzo, Zapopan Nézőszám: 28 000 Játékvezető: Horst Brummeier (osztrák) |

| KA                   | 1  | Pat Jennings        |     |     |
| V                    | 2  | Jimmy Nicholl       |     |     |
| V                    | 3  | Mal Donaghy         |     |     |
| V                    | 4  | O’Neill             |     |     |
| V                    | 5  | Alan McDonald       |     |     |
| KP                   | 15 | Nigel Worthington   |     | 70' |
| KP                   | 6  | David McCreery      |     |     |
| KP                   | 7  | Steve Penney        |     | 54' |
| KP                   | 8  | Sammy McIlroy (csk) |     |     |
| KP                   | 10 | Norman Whiteside    |     |     |
| CS                   | 17 | Colin Clarke        |     |     |
| Cserék:              |    |                     |     |     |
| CS                   | 11 | Ian Stewart         |     | 54' |
| CS                   | 19 | Billy Hamilton      | 85' | 70' |
| Szövetségi kapitány: |    |                     |     |     |
| Billy Bingham        |    |                     |     |     |

| KA                   | 1  | Andoni Zubizarreta         |     |     |
| V                    | 2  | Tomás                      |     |     |
| V                    | 3  | José Antonio Camacho (csk) |     |     |
| V                    | 5  | Víctor                     | 50' |     |
| V                    | 8  | Andoni Goikoetxea          |     |     |
| V                    | 14 | Ricardo Gallego            |     |     |
| KP                   | 6  | Rafael Gordillo            |     | 54' |
| KP                   | 17 | Francisco                  |     |     |
| KP                   | 21 | Míchel                     |     |     |
| CS                   | 19 | Julio Salinas              |     | 78' |
| CS                   | 9  | Emilio Butragueño          |     |     |
| Cserék:              |    |                            |     |     |
| KP                   | 18 | Ramon Calderé              |     | 54' |
| KP                   | 7  | Juan Antonio Señor         |     | 78' |
| Szövetségi kapitány: |    |                            |     |     |
| Miguel Muñoz         |    |                            |     |     |

| Partjelzők: Luigi Agnolin (olasz) Németh Lajos (magyar) |

### Észak-Írország – Brazília
| 1986. június 12. 12:00 (20:00) |

| Észak-Írország | 0–3               | Brazília                   |
| -------------- | ----------------- | -------------------------- |
|                | (0–2) Jegyzőkönyv | Careca 15' 87' Josimar 42' |

| Estadio Jalisco, Guadalajara Nézőszám: 51 000 Játékvezető: Siegfried Kirschen (kelet-német) |

| KA                   | 1  | Pat Jennings        |     |     |
| V                    | 2  | Jimmy Nicholl       |     |     |
| V                    | 3  | Mal Donaghy         | 12' |     |
| V                    | 4  | O’Neill             |     |     |
| V                    | 5  | Alan McDonald       |     |     |
| KP                   | 21 | David Campbell      |     | 71' |
| KP                   | 6  | David McCreery      |     |     |
| KP                   | 8  | Sammy McIlroy (csk) |     |     |
| KP                   | 10 | Norman Whiteside    |     | 67' |
| CS                   | 11 | Ian Stewart         |     |     |
| CS                   | 17 | Colin Clarke        |     |     |
| Cserék:              |    |                     |     |     |
| CS                   | 19 | Billy Hamilton      |     | 67' |
| CS                   | 14 | Gerry Armstrong     |     | 71' |
| Szövetségi kapitány: |    |                     |     |     |
| Billy Bingham        |    |                     |     |     |

| KA                   | 1  | Carlos      |  |     |
| V                    | 4  | Edino (csk) |  |     |
| V                    | 6  | Júnior      |  |     |
| V                    | 13 | Josimar     |  |     |
| V                    | 14 | Júlio César |  |     |
| V                    | 17 | Branco      |  |     |
| KP                   | 19 | Elzo        |  |     |
| KP                   | 15 | Alemão      |  |     |
| KP                   | 18 | Sócrates    |  | 68' |
| CS                   | 7  | Müller      |  | 27' |
| CS                   | 9  | Careca      |  |     |
| Cserék:              |    |             |  |     |
| CS                   | 8  | Casagrande  |  | 27' |
| CS                   | 10 | Zico        |  | 68' |
| Szövetségi kapitány: |    |             |  |     |
| Telê Santana         |    |             |  |     |

| Partjelzők: Idrissa Traoré (mali) George Courtney (angol) |

### Algéria – Spanyolország
| 1986. június 12. 12:00 (20:00) |

| Algéria | 0–3               | Spanyolország            |
| ------- | ----------------- | ------------------------ |
|         | (0–1) Jegyzőkönyv | Calderé 15' 68' Eloy 70' |

| Estadio Tecnológico, Monterrey Nézőszám: 23 980 Játékvezető: Takada Sizuo (japán) |

| KA                   | 1  | Nasszer Edín Dríd    |     | 20' |
| V                    | 2  | Mahmúd Kendúz (csk)  |     |     |
| V                    | 20 | Fodíl Megárjah       |     |     |
| V                    | 4  | Nourredine Kourichi  |     |     |
| V                    | 16 | Fúzí Manszúri        |     |     |
| KP                   | 6  | Mohammed Kászí Szaíd |     |     |
| KP                   | 8  | Kárím Márúk          |     |     |
| KP                   | 10 | Lahdar Bellúmi       |     |     |
| KP                   | 14 | Dzsamál Zídán        |     | 58' |
| CS                   | 13 | Rachid Harkouk       |     |     |
| CS                   | 11 | Rabáh Mádzser        | 33' |     |
| Cserék:              |    |                      |     |     |
| KA                   | 21 | Larbí el-Hádí        |     | 20' |
| CS                   | 9  | Dzsamál Menád        |     | 58' |
| Szövetségi kapitány: |    |                      |     |     |
| Rábah Szadán         |    |                      |     |     |

| KA                   | 1  | Andoni Zubizarreta         |     |     |
| V                    | 2  | Tomás                      |     |     |
| V                    | 3  | José Antonio Camacho (csk) |     |     |
| V                    | 5  | Víctor                     |     |     |
| V                    | 8  | Andoni Goikoetxea          | 89' |     |
| KP                   | 14 | Ricardo Gallego            |     |     |
| KP                   | 17 | Francisco                  |     |     |
| KP                   | 18 | Ramon Calderé              |     |     |
| KP                   | 21 | Míchel                     |     | 63' |
| CS                   | 19 | Julio Salinas              |     |     |
| CS                   | 9  | Emilio Butragueño          |     | 46' |
| Cserék:              |    |                            |     |     |
| CS                   | 20 | Eloy                       |     | 46' |
| KP                   | 7  | Juan Antonio Señor         |     | 63' |
| Szövetségi kapitány: |    |                            |     |     |
| Miguel Muñoz         |    |                            |     |     |

| Partjelzők: Edwin Picon-Ackong (mauritiusi) Carlos Espósito (argentin) |